# Židenice

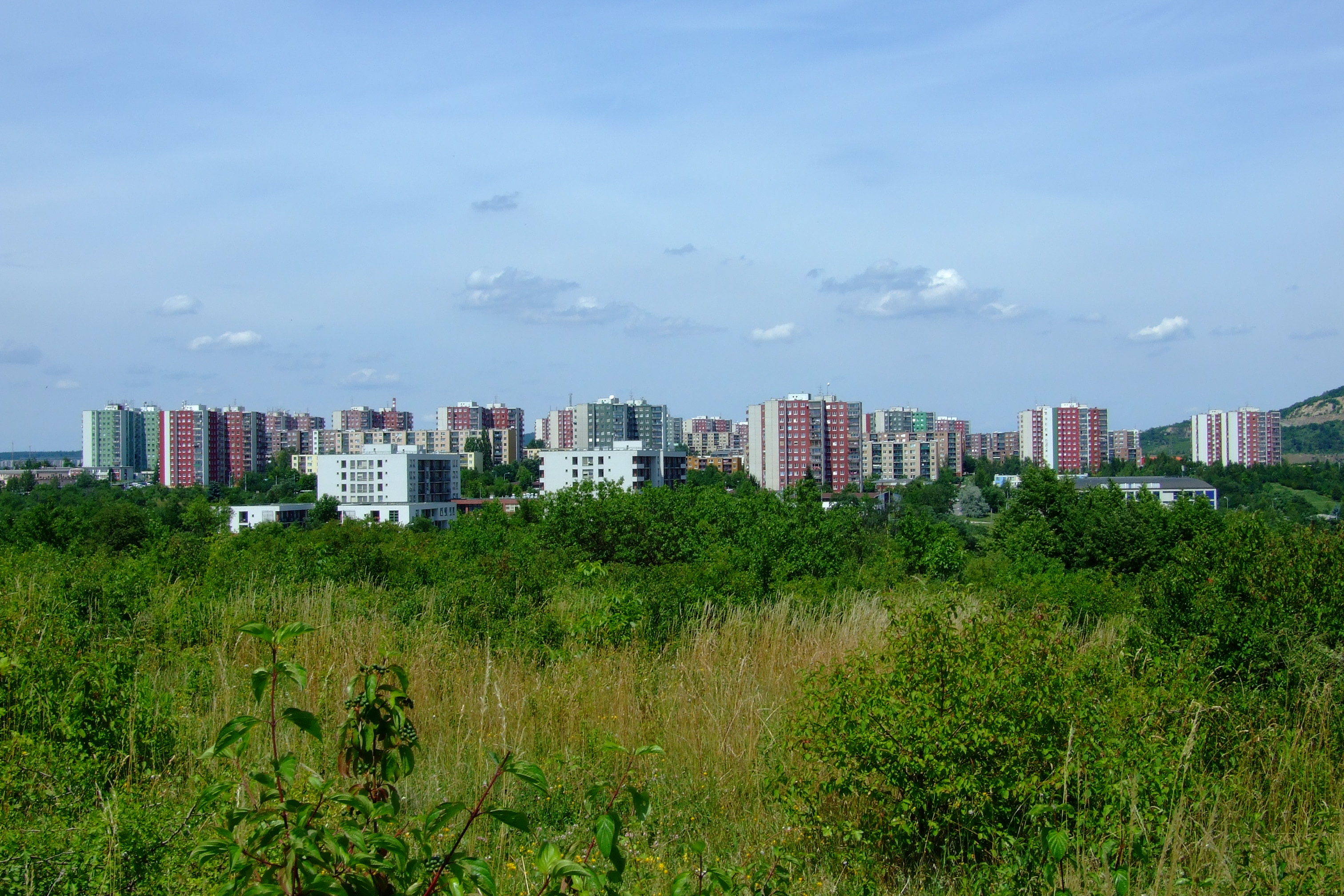
Část sídliště Vinohrady nacházející se v severovýchodní části židenického katastru

Židenice (německy Schimitz, v hantecu Šimice) jsou část obce a katastrální území statutárního města Brna, takřka celé se rozkládající na levém břehu řeky Svitavy. Jejich katastrální území má rozlohu 6,47 km². Původně samostatná obec byla k Brnu připojena v roce 1919, od 24. listopadu 1990 je z větší části součástí samosprávné městské části Brno-Židenice. Na východní části katastrálního území Židenic se nachází městská část Brno-Vinohrady. Žije zde celkově přes 33 000 obyvatel.

## Vymezení
Na západě je území vymezeno řekou Svitavou, přičemž do něj patří i pravý (západní) břeh. Na severozápadě (od ul. Krokovy po ul. Kulkovu) přibližně železniční tratí č. 260. Na severu vede hranice zahrádkářskou osadou pod Akátky, pak po severním okraji sídliště Vinohrady a průsekem přímo k ulici Pod Hády. Tuto krátce sleduje a dále pokračuje v krajině nezřetelnou trasou k ulici Hády pod PP Kavky. Po ní vede téměř 600 metrů, než uhne přímo k severu skrz území Velká Klajdovka, na horní silnici vedoucí bývalým lomem Hády, a zhruba podél ní vede k silnici II/373. Východní hranice je vedena podél této silnice, tedy ulice Jedovnické, pak po ul. Křtinské, Líšeňské, a západním okrajem průmyslového areálu Zetoru. Jižní hranice je pak vedena zhruba podél Vlárské dráhy a pak ulicí Olomouckou ke Svitavě.
Židenický katastr sousedí s dalšími brněnskými katastrálními územími Trnitá, Zábrdovice, Husovice, Maloměřice, Líšeň, Slatina, Černovice a krátce hraničí i s územím obce Kanice.

## Charakteristika
Židenický katastr pokrývá urbanisticky nesourodé a krajinně pestré území, v jehož centru se nachází Židenický kopec (307 m n.m.). Západní část pokrývá plochá niva řeky Svitavy ve výšce okolo 200 m, na jihovýchodě se zvedá Bílá hora (300 m), zatímco v severovýchodním cípu se terén zvedá až nad 390 m (úbočí Hádů). Jihozápadní polovinu území vyplňuje souvislá městská zástavba čtvrtí Židenice a Juliánov (MČ Brno-Židenice), od níž je pásem zahrádek, planin a lesoparků (Akátky, Bílá hora) odděleno panelové sídliště Vinohrady na plošině v severovýchodní části Židenického kopce. Katastr dále vybíhá na severovýchod zužujícím se cípem planin, kde je nejprve ruderální zóna bývalého odkaliště a za ní lesostepní oblast jižních svahů Hádů, též část PP Velká Klajdovka. Zcela na konci tohoto cípu se nachází vyhlídka, hostinec a statek Velká Klajdovka (veřejností zpravidla považovaný za součást přilehlé Líšně). Na jihovýchodním okraji katastru se nachází brněnská spalovna odpadů (SAKO Brno).
Skutečnost, že katastr Židenic zahrnuje dvě různé městské části (Brno-Židenice a Brno-Vinohrady), je v brněnském kontextu unikátní – v ostatních případech buď městské části svým katastrům odpovídají, nebo jsou samy složeny z více katastrálních území.

## Název
Jméno vsi (v nejstarší podobě Židenici) vzniklo odvozením od osobního jména Židen (méně pravděpodobně Židna), což byla domácká podoba některého osobního jména začínajícího na Ž(i)d-, například Židebor, Židemir, Ždimir (v jejichž základu je ž(i)dati - "očekávat"). Význam místního jména byl "Židenovi lidé". Německé jméno se vyvinulo (zkrácením) z českého.

## Historický přehled
Až do druhé poloviny 60. let 20. století však mělo katastrální území Židenice poněkud odlišné hranice než má v současnosti. Na severu k němu náleželo i Baarovo nábřeží (dnes součást katastru Maloměřic); na východě k němu patřila dnes slatinská oblast Stránské skály s Osadou pod Stránskou skálou a ulicí Stránská, s přilehlými severními dnes líšeňskými pozemky sahajících až k jižní polovině komunikace s parcelním číslem 9274/2. Dále k němu patřila okrajová západní část katastru Líšně, na níž se dnes nachází západní část sídliště Nová Líšeň, dále ulice Kuldova, Šámalova, Tomáškova, Vaníčkova a severovýchodní část areálu Zbrojovky Brno na východě moderního katastru Zábrdovice. Naopak území na jihu vymezené linii ulice Táborská, pak severojižní linií mezi ulicemi Porhajmova a Letní, částečně ulicí Jeronýmovou, včetně několika budov na východě areálu někdejší První brněnské strojírny a jižně od areálu zdejšího židovského hřbitova náleželo k Černovicím, většina areálu První brněnské strojírny zase patřila do katastru Zábrdovic stejně jako území přibližně vymezené severním okrajem ulice Bubeníčkova a ulicí Stará osada (katastrální hranici zde tvořila Svitavská strouha); areál hotelu Velká Klajdovka patřil k obci Kanice, a zahrádky na severovýchodním svahu Bílé hory náležely k Líšni.
Takto vymezené katastrální území Židenice původně tvořilo samostatnou obec o rozloze 764 hektarů.
Vesnické jádro Židenic se rozkládalo přibližně na území vymezeném na jihu ulicí Bubeníčkovou, na východě ulicí Svatoplukovou a na západě panelovým sídlištěm Stará osada. Historie Židenic se začíná psát rokem 1210, ze kterého pochází první zmínka o existenci vsi v potvrzení nadání zábrdovického kláštera od Lva z Klobouk; zde je uveden Hroznata ze Židenic. Roku 1235 je zmiňován Bohuslav ze Židenic, podle pečeti patrně stejného rodu jako vladykové z Kunovic. Roku 1395 se připomíná Lev ze Židenic, roku 1411 však již Matouš z Kubšic na Židenicích. Toho roku se v Židenicích uvádí tvrz, která ovšem jistě vznikla již dříve.
Na panství zábrdovického kláštera, na rozparcelovaných pozemcích dvora, pak byla po zrušení kláštera (1784) v roce 1786 založena v prostoru dnešní Vančurovy ulice ves Juliánov (Julienfeld – podle dcery majitele dvora, který ves založil); ta se roku 1787 stala rovněž samostatnou obcí, již byla až do roku 1850, kdy byla spojena se Židenicemi. Roku 1867 se Juliánov opět osamostatnil. Přestože byly Juliánov i Židenice samostatnými obcemi, nikdy nedošlo k rozdělení jednotného katastrálního území Židenice. Z mapy inv. čís. 178 v Archivu města Brna vyplývá, že mimo Vančurovu ulici patřily k Juliánovu také ulice Jamborova, Škrochova, Tenorova, obě budovy Masarykovy základní školy v ulici Kamenačky, severovýchodní strana Bělohorské ulice po dům s orientačním číslem 39, západní strana ulice Vinařického, severní část Táborské ulice mezi ulicemi Dulánek a Jamborovou. Juliánov měl v katastru Židenic i několik oddělených exkláv. Jednou z nich byl tzv. Nový Juliánov tvořený blokem domů mezi ulicemi Na lukách, Jílkovou a Šámalovou, a několika budovami na roku Šámalovy a Uzavřené. Další exklávy představovaly domy na jižní straně Táborské ulice, s orientačními čísly 119 a 121, či domy při severní straně Čejkovy ulice. Poslední exklávou byl tzv. Juliánov u Husovic, tvořený domy ulice Baarovo nábřeží v moderním katastru Maloměřic.
16. dubna 1919 se obě obce staly součástí Brna, přičemž měly v letech 1920–1939 v jeho rámci vlastní místní výbory s omezenými pravomocemi. Židenický místní výbor měl 24 členů, juliánovský 18 členů. Roku 1929 došlo k úpravě hranic se Zábrdovicemi, Husovicemi a Maloměřicemi, kdy došlo k menšímu rozšíření Zábrdovic na úkor Židenic, a k přesunu hranice u Baarova nábřeží do nového toku Svitavy. K další úpravě hranic Židenic pak došlo při první katastrální reformě Brna roku 1940, kdy došlo k úpravě hranice se Zábrdovicemi, při níž byly Židenice rozšířeny.
Za druhé světové války vznikla na severovýchodě katastru Židenic německá kolonie 20 dřevěných domků, známá jako Hamburk. Po osvobození byl v letech 1945–1946 Juliánov se Žedenicemi pod správou nově ustaveného Revolučního MNV Brno-Židenice. Od 1. ledna 1947 do 30. září 1949 tvořilo celé katastrální území Židenice městský obvod Brno VI. Od 1. října 1949 do roku 1954 tvořil židenický katastr bez Baarova nábřeží a území jižně od osady Pod Stránskou skalou; ale s levobřežní částí Zábrdovic (ale bez areálu První brněnské strojírny), částí katastrů líšeňského (areál tehdejší restaurace Malá Klajdovka) a maloměřického (Podsednická ulice), městský obvod Brno IX. Baarovo nábřeží bylo součástí městského obvodu Brno VIII s centrem v Husovicích, zatímco území jižně od osady Pod Stránskou skalou náleželo do městského obvodu Brno X. Od roku 1954 do roku 1964 tvořil téměř celý židenický katastr (opět bez Baarova nábřeží), spolu s částí maloměřického katastru (Podsednická ulice), a levobřežními částmi Zábrdovic (tentokrát i s areálem První brněnské strojírny) a Černovic, a malou částí líšeňského katastru (Malá Klajdovka) městský obvod Brno VI-Židenice. Baarovo nábřeží bylo do roku 1957 součástí městského obvodu Brno III, od roku 1957 náleželo k městské části Brno XIII-Maloměřice, přejmenovaného roku 1960 na městskou část Maloměřice. Od 14. června 1964 byl dosavadní městský obvod Brno VI-Židenice připojen k městskému obvodu Brno IV.
Většina současné hranice katastrálního území Židenice byla stanovena při radikální katastrální reformě Brna ve druhé polovině 60. let 20. století. Koncem 70. let 20. století byla stanovena stávající hranice s Líšní, přičemž Židenice ztratily všechny pozemky na moderním líšeňském katastru. Tuto změnu hranice si vyžádala výstavba panelového sídliště Nová Líšeň, protože některé panelové domy zasahovala do katastru Židenic. Součástí městského obvodu Brno IV zůstalo celé katastrální území Židenice až do roku 1990. V 70. letech bylo zbouráno celé vesnické jádro Židenic. V první polovině 80. let započala v severovýchodní části židenického katastru výstavba nejmladšího brněnského sídliště Vinohrady, při níž byla zbourána celá výše zmíněná kolonie Hamburk. Po sametové revoluci potom došlo 24. listopadu 1990 k rozdělení katastrálního území Židenice mezi novodobé samosprávné městské části Brno-Židenice a Brno-Vinohrady. K 28. březnu 2015 byly do k. ú. Židenice překatastrovány okrajové panelové domy na severozápadě městské části Brno-Vinohrady, které předtím náležely do k. ú. Maloměřice.

## Obyvatelstvo
| 1869  | 1880  | 1890  | 1900   | 1910   | 1921   | 1930   | 1950   | 1961   | 1970   | 1980   | 1991   | 2001   | 2011   | 2021   |
| ----- | ----- | ----- | ------ | ------ | ------ | ------ | ------ | ------ | ------ | ------ | ------ | ------ | ------ | ------ |
| 3 067 | 3 473 | 6 367 | 11 326 | 17 904 | 17 870 | 27 680 | 27 206 | 29 180 | 29 245 | 25 035 | 35 461 | 33 172 | 33 208 | 33 072 |

## Pravěké osídlení Židenic
Jsou-li středověké Židenice potvrzeny písemnou zprávou v roce 1210, musíme nepochybně počítat s jejich existencí již před tímto datem. Lidská přítomnost na území celé městské části je však doložena již mnohem dříve, a to prostřednictvím archeologických nálezů.
Současný reliéf oblasti Židenic se vytvářel v závislosti na geologickém podloží. Na jeho stavbě se podílí pestrá skladba hornin různého stáří: starohorní vyvřeliny brněnského masívu a druhohorní vápence Bílé hory vytvářejí vyvýšené geomorfologické reliéfy, ty byly později překryty mořskými třetihorními sedimenty a nakonec čtvrtohorními sprašemi, které jsou zde plošně nejrozšířenější. Je tedy území městské části Brno-Židenice determinováno několika důležitými krajinnými prvky. Na straně východní jsou to dominanty Vinohrad a Bílé Hory, na straně západní pak tok řeky Svitavy. Především na její levobřežní terase se setkáváme se stopami lidské přítomnosti, ať už v podobě sídlišť či pohřebišť. Tyto doklady osídlení však nejsou příliš hojné; je otázka, zda je to v důsledku konfigurace terénu, především blízkosti řeky, která v těchto prostorách meandrovala (k její regulaci došlo až po polovině 19. století) a osídlení bylo možné pouze na místech vyvýšených nad záplavovou bahnitou oblast. Druhým důvodem může být i stav výzkumu v tomto hustě zastavěném prostoru, kdy archeologické památky mohly být bez povšimnutí zničeny.[zdroj?]
První doklady osídlení v této oblasti pocházejí již ze starší doby kamenné – paleolitu. Významnou lokalitou je Bílá (dříve Nová) hora nad Juliánovem, na jejímž severním až východním úbočí nalezl V. Gebauer prvé paleolitické artefakty na jaře roku 1985; od té doby vzrostla kolekce na několik desítek kusů. Tyto hojné nálezy kamenné štípané industrie lze přiřadit kultuře tzv. bohunicienu (podle naleziště v Brně-Bohunicích), datované do doby před zhruba 45 000 lety. Naprostá většina nástrojů (četné čepele a hroty, škrabadla, drasadla, rydla, upravená jádra) je vyrobena levalloiskou technikou z jurského rohovce z blízké Stránské skály; na Bílé hoře, která je rovněž tvořena jurskými vápenci, totiž nikde (alespoň nyní) nevystupují skalky s rohovcovými polohami. Jako surovina byly dále použity žlutohnědý křídový rohovec, rohovec typu Krumlovský les, importovaný pazourek a zcela ojediněle červenohnědý radiolarit i hnědý rohovec.[zdroj?]
Dalším obdobím, ze kterého byly na území městské části Židenice získány bohaté nálezy, je období pozdní doby kamenné – eneolitu. Na jeho závěru, ke konci 3. tisíciletí před n. l., osídlil Evropu lid tzv. kultury zvoncovitých pohárů, nazvaný tak podle typického keramického tvaru. Setkáváme se s ním především na pohřebištích, kde byli nebožtíci pochovávání podle přísně jednotného ritu: ve skrčené poloze, muži na levém boku hlavou k severu a ženy na pravém boku hlavou k jihu, vždy tedy obličejem k východu. V hrobech kromě keramických nádob (již zmíněné zvoncovité poháry většinou červené barvy s typickou rytou výzdobou vyplněnou bílou barvou, mísy, džbánky aj.) nacházíme i kamenné šipky a nátepní destičky, které jsou dokladem používání luků, broušené kamenné nástroje (sekerky, sekeromlaty), měděné dýky, kostěné a někdy i jantarové knoflíky. Všechny židenické nálezy lze lokalizovat do prostoru v těsné blízkosti školy na ulici Krásného. První hrob zde byl odkryt již v roce 1901, dalších 10 zde zjistili roku 1932. Zachránit se však podařilo pouze čtyři (z toho dva kostrové a dva žárové), ostatní byly zničeny. Ve 30., 40. a 60. letech byly rozrušeny a následně zkoumány další hroby. Všechny odkryté hroby jsou patrně součástí jednoho rozsáhlého pohřebiště.[zdroj?]
Výše popsané období kultury zvoncovitých pohárů, náležející pozdní době kamenné – eneolitu, uzavírá epochu doby kamenné, nazvané tak podle hlavní suroviny užívané k výrobě nástrojů. Další epochu určuje nový materiál – bronz. Morava je na počátku doby bronzové, kolem roku 1800 před n. l. osídlena lidem kultury únětické. Pohřeb z tohoto období byl nalezen roku 1927 na Táborské ulici č. 2 – byla objevena kostra skrčence na pravém boku, hlavou k západu. U nohou zemřelého se nacházel únětický hrnek, na levé straně lebky bylo zjištěno zelené zbarvení – stopy po bronzové ozdobě. Poměrně nedaleko, v areálu První brněnské strojírny, byla v lednu roku 1986 narušena a následně prozkoumána sídlištní jáma s únětickou keramikou, mazanicí a kamennou štípanou industrií; nejdůležitější ovšem byl nález kostry asi padesátiletého muže, který byl uložen ve skrčené poloze na pravém boku na dno jámy. Takovéto rituální pohřby nacházející se v původně sídlištních (většinou zásobních) jamách jsou v tomto období pravěku poměrně častým jevem.[zdroj?]
Do období kultury mohylové náleží rovněž elegantní džbánek na nožce, uložený ve sbírkách Moravského zemského muzea pod označením „Židenice“, avšak bez bližších nálezových souvislostí.[zdroj?]
Pohřebiště ze starší doby železné (doba halštatská), tzv. kultury horákovské bylo odkryto při stavbě židenických kasáren v roce 1924. Zde dělníci při kopání základů narazili na několik kostrových hrobů; v jejich inventáři bylo množství keramických nádob, železná spona a další železné a bronzové předměty. Nejzajímavějším a nejvýznamnějším objevem však byl hrob, v němž kromě jiných předmětů bylo na kostře nalezeno na 15 000 drobných bronzových kroužků v pravidelném uspořádání. Tato nálezová situace byla původně interpretována jako unikátní nález kroužkového pancíře, kdy měly být kroužky našity na koženém podkladě, při pozdějších výzkumech na řadě jiných lokalit (Brno-ulice Příkop, Modřice, Vojkovice) se však prokázalo, že jde o honosné opasky, které byly ozdobou bohatých žen nepochybně výjimečného postavení v tehdejší společnosti. Je pravděpodobné, že komunita, která pohřbívala na této nekropoli, měla úzký vztah k sídlišti odkrytému několik stovek metrů odtud na sever.[zdroj?]
Zde, u železniční tratě v severovýchodní části katastru městské části, na levém břehu řeky Svitavy, byly zjištěny mocné kulturní vrstvy a kotlovité nebo kuželovité jámy. Výzkumy zde prováděli bratři Slovákové, František Fiala, Jan Knies aj., a to již koncem 19. století. Výzkumy přinesly kromě zvířecích kostí (skot, kůň, jelen, vepř, pes), mazanice a drobných bronzových předmětů především množství keramiky několika časových období a kultur. Pozdní době bronzové náleží tzv. kultura podolská (podle nedaleké obce Podolí, kde bylo prozkoumáno rozsáhlé žárové pohřebiště) a slezská (název získala podle toho, že byla poprvé rozpoznána ve Slezsku), starší době železné pak kultura horákovská. Objekty tohoto období představují na sídlišti nejvýraznější horizont a poskytly největší množství archeologického materiálu.[zdroj?]
Mladší době železné, době laténské, náleží hrob rozkopaný na Táborské ulici. Obsahoval kostru muže, podle inventáře (železný meč v pochvě a tři nýty z jilce, bronzový kroužek, zlomky železné spony) bojovníka. Dalším nálezem z tohoto prostoru je nádoba lahvovitého tvaru s výraznou kolkovanou výzdobou kolkem v podobě ležatého S na hrdle a podhrdlí, která je pod označením Brno-Židenice uložena ve sbírkách MZM Brno.[zdroj?]
Opět při stavbě kasáren pod Židenickým kopcem byly v letech 1925 a 1926 při kopání základů rozrušeny a částečně prozkoumány (I. L. Červinka) kostrové hroby z 8. a 9. století. V roce 1925 to bylo pět hrobů, v červnu roku 1926 další hrob s bronzovou přezkou a větší nádobou s výzdobou rytými několikanásobnými vlnicemi. Později byly objeveny ještě další čtyři hroby, dva mužské a dva ženské. V hrobech se nacházela typická keramika zdobená rytými vlnicemi; jedna nádoba je výjimečná tím, že měla ucho, což je u slovanské keramiky naprosto nezvyklé. Inventář mužských hrobů obsahoval dále železné předměty, především nože, z nichž jeden měl dřevěnou pochvu okovanou bronzovým proužkem, v němž se ještě zachovaly kusy dřeva, dále ocílky na křesání, břitvu a skupinu šipek a hrotů spečených rzí v poloze, v jaké se nacházela v toulci. Po tom ovšem nezbylo stopy, neboť byl vyroben z organického materiálu. K materiálu z hrobů žen náleží stříbrná náušnice s granulovanou výzdobou a hrozníčkovými závěsky, další jednoduššího provedení a třetí z tenkého drátu s navlečeným kuličkovitým závěsem.[zdroj?]
Další hrob byl odkryt 14. února 1927 na pozemku tehdejšího Židenického stavebního družstva v dřívější poloze „Na Benátkách“ (nyní ulice Kaleckého). Kostra ležela na znaku, hlavou k západu. V nohách stála větší nádoba, zdobená na horní výduti dvěma pásy několikanásobných vlnic, u hlavy byly zjištěny zbytky kování dřevěného vědérka; tyto předměty určují nález jako hrob bojovníka, uložený do země v 2. polovině 9. století. Střepy z hrnku, nalezené na Karáskově náměstí, náleží do 11. století.
Osídlení z 14.–15. století, zjištěné na staveništi v prostoru Staré osady, pak již potvrzuje údaje známé z historických zpráv.[zdroj?]

## Sport
Florbalový klub Florbal Židenice, hrající Extraligu žen.

## Památky
- kostel svatého Cyrila a Metoděje z let 1932–1935
- chrám Spasitele z let 1935–1936
- evangelický kostel, funkcionalistický, z let 1934–1935
- židovský hřbitov z roku 1852
- památník dělnického hnutí
- kaple svatého Františka z Assisi

## Rodáci
- Bohumil Hrabal (1914–1997), spisovatel